# Andarazanibergen
Andarazanibergen (georgiska: ანდარაზანის ქედი, Andarazanis kedi) är en bergskedja i Georgien. Den ligger i den östra delen av landet, i regionen Kachetien.